# Oberlunkhofen
Oberlunkhofen (schweizerdeutsch: ˈɔbərluŋkˌχɔfə) ist eine Einwohnergemeinde im Schweizer Kanton Aargau. Sie gehört zum Bezirk Bremgarten und liegt im Reusstal.

## Geographie
Das Dorf liegt am westlichen Abhang des Holzbirrlibergs, einem sich vom Mutschellen in südöstliche Richtung erstreckenden Höhenzug. Der anfänglich noch steile Hang geht gegen Osten in eine abgeflachte Hochebene über. Das Gemeindegebiet hat im Westen einen Anteil an der fruchtbaren Reussebene. Die Gemeindegrenze folgt jedoch nicht dem heutigen Flussverlauf, sondern zum grössten Teil einem alten, heute nicht mehr existierenden Seitenarm. Der Fluss verläuft heute rund 100 bis 300 Meter weiter westlich.
Die Fläche des Gemeindegebiets beträgt 325 Hektaren, davon sind 80 Hektaren mit Wald bedeckt und 61 Hektaren überbaut. Der höchste Punkt befindet sich auf 580 m ü. M. an der nordöstlichsten Ecke des Gemeindegebiets, die tiefste Stelle auf 381 m ü. M. in der Reussebene. Nachbargemeinden sind Unterlunkhofen im Norden, Arni im Osten, Jonen im Süden und Rottenschwil im Westen.

## Geschichte

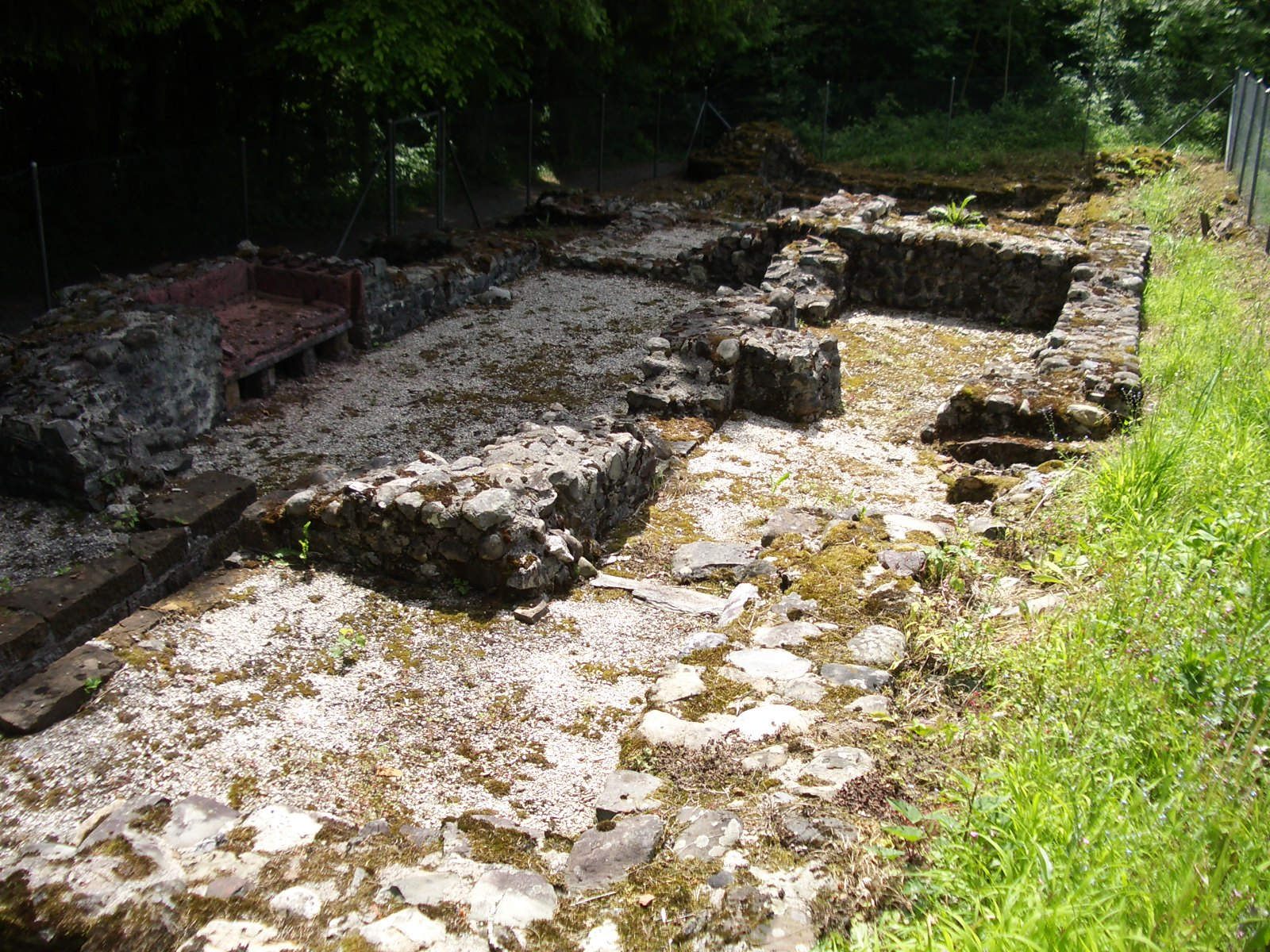
Badetrakt des römischen Gutshofes Oberlunkhofen

Die Gegend war schon während der frühen Eisenzeit besiedelt. So fand man Ende des 19. Jahrhunderts im benachbarten Unterlunkhofen eine Nekropole der Hallstattzeit mit 63 Grabhügeln. Im Gebiet «Schalchmatthau» gruben zwei Lehrer 1897/98 den Grundriss eines römischen Gutshofes aus, der aus einem mindestens 39 Meter breiten Hauptgebäude mit sieben Räumen und zwei Seitenflügeln sowie einer Scheune bestand (siehe dazu Villa Rustica (Oberlunkhofen)). Bewohnt war die Anlage von der Mitte des 1. bis mindestens zum 3. Jahrhundert. Unmittelbar angrenzend befanden sich Gräber der Alamannen aus dem 7. Jahrhundert.
Die älteste bekannte Erwähnung von Lunchunft stammt von 853 (überliefert in einer Kopie aus dem 11. Jahrhundert). Damals schenkte ein Priester seinen Hof dem neu gegründeten Kloster St. Leodegar in Luzern. Später gehörte der Unterlunkhofen, Oberlunkhofen, Jonen und Arni-Islisberg umfassende Kelnhof dem Kloster Murbach im Elsass. Eine inzwischen überholte Theorie nahm an, dass der Ortsname von einem gallorömischen Lundacumbeta stamme, einem «Hochtälchen an der Lunda» (Lunda könnte eine in der Antike verwendete Namensform für die Reuss gewesen sein). Durch Lautverschiebung sei daraus ein althochdeutsches Lundgumwt und ein mittelhochdeutsches Lunchhof («bei den Höfen an der Lunda») entstanden. Eine neue Deutung geht von einem lateinischen Longus Campus bzw. romanischen Longocampo («langes Feld») aus, welches sich über die althochdeutsche Form Lungochampfo zu einem ebenfalls althochdeutschen  Lungchumpft wandelte. Die Endung -chunft bzw. -kunft der ersten schriftlichen Belege begann jedoch schon Ende des 13. Jahrhunderts einem plausibler klingenden Lunk-hofen zu weichen.
1291 kaufte Rudolf I. den Kelnhof, auch die Stadt Luzern und 15 weitere Dörfer gelangten für 2000 Mark Silber in den Besitz der Habsburger. Diese Transaktion war eine der Ursachen, dass die drei Urkantone die Eidgenossenschaft gründeten. Nachdem der Kelnhof verwaltungstechnisch zuerst zum Freiamt Affoltern gehört hatte, bildete er zwanzig Jahre später ein eigenes Amt, das so genannte Kelleramt. Auf der «Mühlegg» nördlich des Dorfes befand sich eine vom Meier bewohnte kleine Burg, von der allerdings nur Ruinen übrig geblieben sind. 1376 wurde das Dorf verpfändet und wechselte anschliessend mehrmals den Besitzer.

Luftansicht (1923)

1415 eroberte die Stadt Zürich das Kelleramt und übernahm von den Habsburgern die hohe Gerichtsbarkeit. Die niedere Gerichtsbarkeit war bereits seit 1410 im Besitz der Stadt Bremgarten. 1529 wurde die Bevölkerung von Oberlunkhofen reformiert, musste aber 1531 nach dem Zweiten Kappelerkrieg wieder zum Katholizismus übertreten. 1797, ein Jahr vor dem Zusammenbruch der alten Herrschaftsverhältnisse, verkaufte Bremgarten seine Rechte an die Dorfgemeinschaften.
Nach der Eroberung der Schweiz durch die Franzosen und der Ausrufung der Helvetischen Republik im März 1798 wurde das Kelleramt aufgelöst, und es entstanden die vier Gemeinden Ober- und Unterlunkhofen, Jonen und Arni-Islisberg. Diese gehörten zunächst zum kurzlebigen Kanton Baden und gelangten 1803 zum Kanton Aargau; die Bewohner hatten zunächst allerdings einen Anschluss an Zug oder Zürich bevorzugt. Bis weit ins 20. Jahrhundert hinein blieb Oberlunkhofen ein bescheidenes Bauerndorf. Der Weinbau, der im 19. Jahrhundert noch grosse Bedeutung hatte, ist seit 1950 gänzlich verschwunden. Zwischen 1870 und 1960 sank die Einwohnerzahl um fast einen Viertel. Dann setzte jedoch aufgrund der Nähe zur Stadt Zürich eine rege Bautätigkeit ein, und die Einwohnerzahl stieg bis heute auf mehr als das Vierfache.

## Sehenswürdigkeiten

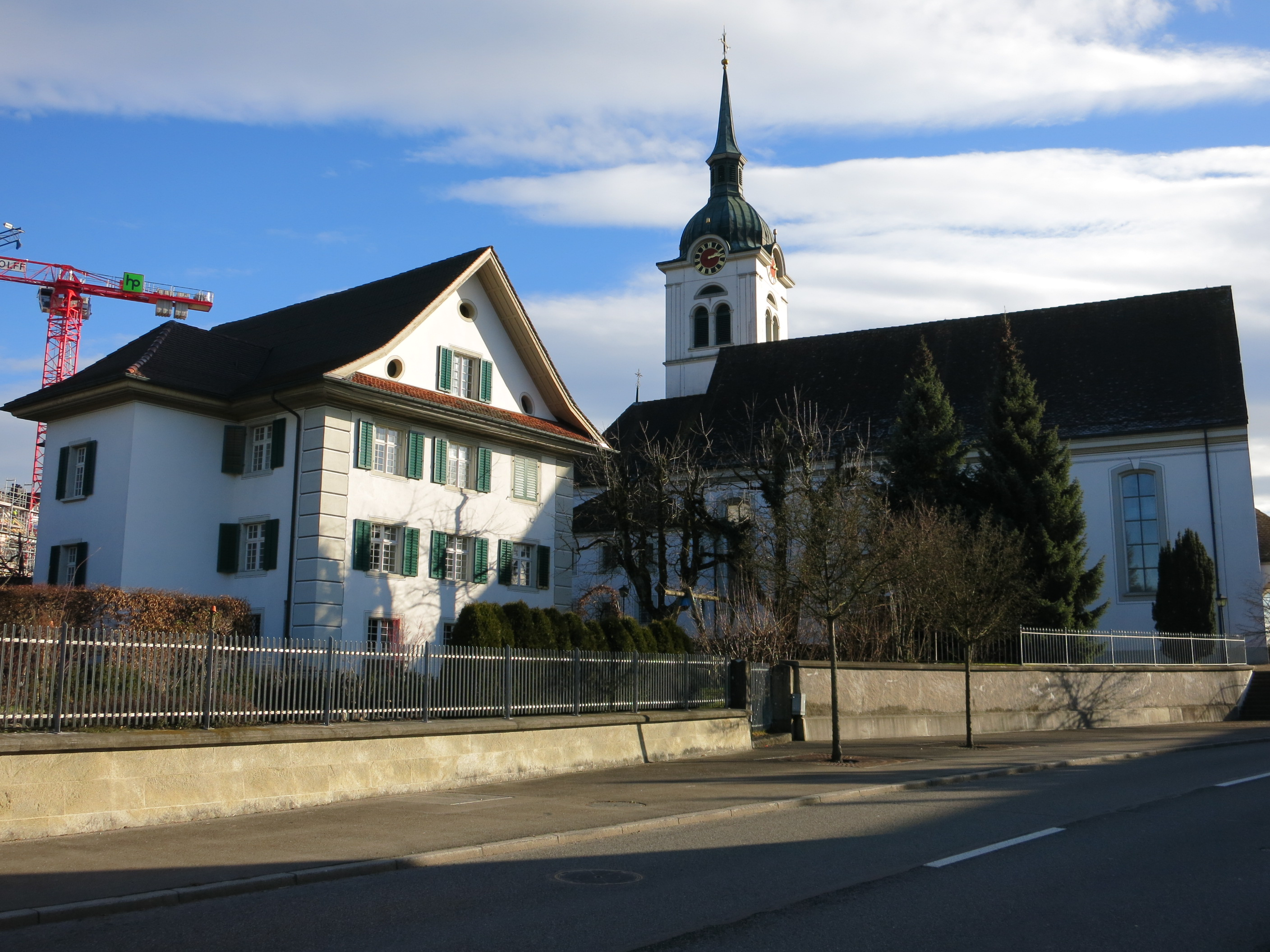
Pfarrhaus und Pfarrkirche St. Leodegar

Die Geschichte der katholischen Pfarrkirche St. Leodegar reicht mindestens bis 1185 zurück, dem Jahr ihrer ersten urkundlichen Erwähnung. 1515 wurde die Kirche neu gebaut, nach etwas mehr als eineinhalb Jahrhunderten aber wieder abgerissen, wobei der aus dem Mittelalter stammende Kirchturm erhalten blieb. Das heute bestehende barocke Gebäude entstand 1684/85. Wegen Platzmangels gab die Kirchgemeinde 1777 eine Verlängerung des Kirchenschiffs in Auftrag.

## Wappen
Die Blasonierung lautet: «Geteilt von Gelb mit schreitendem, rot bewehrtem und gezungtem schwarzen Löwen und von Rot mit zwei gekreuzten weissen Schlüsseln.» Der Löwe weist auf das Kloster St. Leodegar in Luzern hin, das im Mittelalter Besitzer des Kelnhofs war. Die Schlüssel sind das Zeichen des Kelleramts. Das Wappen war erstmals 1811 auf dem Gemeindesiegel zu sehen, zeigte jedoch nur die Schlüssel auf rotem Grund. Um Verwechslungen mit dem Wappen der Gemeinde Untersiggenthal zu vermeiden, wurde 1964 zusätzlich der Löwe eingesetzt.

## Bevölkerung
Die Einwohnerzahlen entwickelten sich wie folgt:
| Jahr      | 1850 | 1900 | 1930 | 1950 | 1960 | 1970 | 1980 | 1990 | 2000 | 2010 | 2020 |
| Einwohner | 490  | 438  | 463  | 413  | 401  | 532  | 723  | 1075 | 1443 | 1924 | 2079 |

Am 31. Dezember 2024 lebten 2224 Menschen in Oberlunkhofen, der Ausländeranteil betrug 14,4 %. Bei der Volkszählung 2015 bezeichneten sich 43,1 % als römisch-katholisch und 22,1 % als reformiert; 34,8 % waren konfessionslos oder gehörten anderen Glaubensrichtungen an. 93,6 % gaben bei der Volkszählung 2000 Deutsch als ihre Hauptsprache an, je 1,5 % Albanisch und Englisch sowie 0,7 % Französisch.

## Politik und Recht
Die Versammlung der Stimmberechtigten, die Gemeindeversammlung, übt die Legislativgewalt aus. Ausführende Behörde ist der fünfköpfige Gemeinderat. Er wird im Majorzverfahren vom Volk gewählt, seine Amtsdauer beträgt vier Jahre. Der Gemeinderat führt und repräsentiert die Gemeinde. Dazu vollzieht er die Beschlüsse der Gemeindeversammlung und die Aufgaben, die ihm vom Kanton zugeteilt wurden. Für Rechtsstreitigkeiten ist in erster Instanz das Bezirksgericht Bremgarten zuständig. Oberlunkhofen gehört zum Friedensrichterkreis VII (Bremgarten).

## Wirtschaft
In Oberlunkhofen gibt es gemäss der im Jahr 2015 erhobenen Statistik der Unternehmensstruktur (STATENT) rund 420 Arbeitsplätze, davon 10 % in der Landwirtschaft, 23 % in der Industrie und 67 % im Dienstleistungssektor. Die meisten Erwerbstätigen sind Wegpendler und arbeiten entweder in der Region Bremgarten oder in der Agglomeration von Zürich.

## Verkehr
Durch das Dorf verläuft die Kantonsstrasse 262 von Bremgarten in Richtung Affoltern am Albis. Ebenso zweigt hier die Kantonsstrasse 406 nach Birmensdorf ab, wo sich eine Anschlussstelle der Autobahn A4 befindet. Die Anbindung an das Netz des öffentlichen Verkehrs erfolgt durch drei Postautolinien (215, 231, 245) Diese führen von Bremgarten nach Jonen sowie vom Bahnhof Zürich Wiedikon nach Affoltern bzw. nach Muri. An Wochenenden verkehrt ein Nachtbus von Birmensdorf über Oberlunkhofen nach Obfelden.

## Bildung
Die Gemeinde verfügt über einen Kindergarten und eine Primarschule. Die Sekundarschule kann in Jonen besucht werden, die Bezirksschule und die Realschule in Bremgarten. Das nächstgelegene Gymnasium ist die Kantonsschule Wohlen.